# 최지만
최지만(崔志萬, 1991년 5월 19일 ~ )은 전 메이저 리그 뉴욕 메츠의 내야수, 외야수이다.

## 미국 프로야구 시절

### 시애틀 매리너스산하 마이너 시절
2009년에 입단하였다.

### 볼티모어 오리올스시절
FA 계약을 맺은 후 룰5 드래프트를 통해 LA 에인절스로 이적했다.

### 로스앤젤레스 에인절스시절
시범 경기에서 활약하며 25인 로스터에 합류했다. 2016년 4월 24일에 첫 안타를 기록했다. 그러나 팀 내에서 입지가 줄어들면서 가끔 대주자로만 출전했다. 결국 2016년 5월 12일 지명 할당을 당해 팀에서 방출됐다. 팀은 그를 방출하는 대신 선발 투수 챠신을 영입했다. 그는 FA를 통해 뉴욕 양키스로 이적했다.

### 뉴욕 양키스시절
2017년에 입단하였다. 2017년 7월에 2경기 연속 홈런을 쳐 냈다.

### 밀워키 브루어스시절
2018년에 입단하였다.

### 탬파베이 레이스시절
2018년 6월 11일에 트레이드를 통해 이적했다.
2020년 10월 9일 아메리칸 리그 디비전 시리즈 4차전 뉴욕 양키스와의 경기에서 한국인으로서 메이저리그 포스트 시즌 최다 안타(7안타) 신기록을 경신했다.

### 피츠버그 파이리츠시절
2022년 11월 11일에 트레이드를 통해 이적하였다.

### 샌디에이고 파드리스시절
2023년 8월 1일에 트레이드를 통해 이적했으나, 부상의 여파로 좋은 모습을 보여 주지 못하고 시즌 후 방출됐다.

### 뉴욕 메츠
2024년에 뉴욕 메츠와 스플릿 계약을 체결했지만, 메이저 리그에 오르지 못하며 방출됐다.
예전에 받았던 신검에서 이미 사회복무요원 판정을 받았던 최지만은 오프 시즌에도 활동할 팀을 찾지 못해 귀국을 선언하고, 2025년 5월 15일에 사회복무요원으로 입대하기로 했다.

## 논란
- 시애틀 산하 트리플A 팀에 있었던 2014년에 실시한 도핑 테스트에서 아나볼릭 스테로이드 계열의 금지 약물인 메탄디에논(Methandienone)이 검출되어, 50경기 출장 정지 징계를 받았다.[2]

## 그 외
- 2020년에 미국 영주권을 취득한 사실이 알려졌다. 이 영주권으로 인하여 병역을 다소 늦게 이행하게 됐다.[3]

## 통산 성적
| 연 도          | 소 속          | 나 이          | 출 장 | 타 석 | 타 수 | 득 점 | 안 타 | 2 루 타 | 3 루 타 | 홈 런 | 타 점 | 도 루 | 도 실 | 볼 넷 | 삼 진 | 타 율 | 출 루 율 | 장 타 율 | O P S | 루 타 | 병 살 타 | 몸 맞 | 희 번 | 희 플 | 고 4 |
| -------------- | -------------- | -------------- | ----- | ----- | ----- | ----- | ----- | ------- | ------- | ----- | ----- | ----- | ----- | ----- | ----- | ----- | -------- | -------- | ----- | ----- | -------- | ----- | ----- | ----- | ---- |
| 2016           | LAA            | 25             | 54    | 129   | 112   | 9     | 19    | 4       | 0       | 5     | 12    | 2     | 4     | 16    | 27    | .170  | .271     | .339     | .611  | 38    | 2        | 0     | 0     | 1     | 1    |
| 2017           | NYY            | 26             | 6     | 18    | 15    | 2     | 4     | 1       | 0       | 2     | 5     | 0     | 0     | 2     | 5     | .267  | .333     | .733     | 1.067 | 11    | 1        | 0     | 0     | 1     | 0    |
| 2018           | MIL / TB       | 27             | 61    | 221   | 190   | 25    | 50    | 14      | 1       | 10    | 32    | 2     | 0     | 26    | 55    | .263  | .357     | .505     | .863  | 96    | 1        | 3     | 0     | 2     | 1    |
| 2019           | TB             | 28             | 127   | 487   | 410   | 54    | 107   | 20      | 2       | 19    | 63    | 2     | 3     | 64    | 108   | .261  | .363     | .459     | .822  | 188   | 7        | 6     | 0     | 7     | 2    |
| 2020           | TB             | 29             | 42    | 145   | 122   | 16    | 28    | 13      | 0       | 3     | 16    | 0     | 0     | 20    | 36    | .230  | .331     | .410     | .741  | 50    | 1        | 0     | 0     | 3     | 2    |
| 2021           | TB             | 30             | 83    | 305   | 258   | 36    | 59    | 14      | 0       | 11    | 45    | 0     | 0     | 45    | 87    | .229  | .348     | .411     | .758  | 106   | 5        | 2     | 0     | 0     | 0    |
| MLB 통산 : 6년 | MLB 통산 : 6년 | MLB 통산 : 6년 | 373   | 1305  | 1107  | 142   | 267   | 66      | 3       | 50    | 173   | 6     | 7     | 173   | 318   | .241  | .346     | .442     | .787  | 489   | 17       | 11    | 0     | 14    | 6    |